# Danner (Familienname)
Danner ist ein deutscher Familienname.

## Namensträger
- Albert Danner (1913–1991), österreichischer Politiker (FPÖ)
- Alexandra Danner (* 1999), deutsche Skilangläuferin
- Annemarie Danner (1938–1942), österreichisches Opfer der Kinder-Euthanasie des NS-Regimes
- Benno Danner (1857–1917), deutscher Unternehmer, Stifter und Mitnamensgeber der Danner-Stiftung
- Blythe Danner (* 1943), US-amerikanische Schauspielerin
- Christian Danner (General) (1860–1934), bayerischer Generalleutnant
- Christian Danner (* 1958), deutscher Automobilrennfahrer
- David Danner (* 1983), deutscher Eishockeyspieler
- Dietmar Danner (* 1950), deutscher Fußballspieler
- Dorothee Danner (* 1949), deutsche Landespolitikerin (Nordrhein-Westfalen, SPD)
- Felix Danner (* 1985), deutscher Handballspieler
- Florian Danner (* 1983), österreichischer Radio- und Fernsehmoderator
- Franz Josef Danner (* 1984), österreichischer Schauspieler und Autor
- Fritz Danner (Turner) (1877–??), deutscher Kunstturner
- Fritz Danner (Entomologe) (* 1961), Landwirt, Insektenkundler und Naturfotograf

- Georg Danner (Baumeister) († 1686), deutscher Baumeister
- Georg Danner (Musikverleger) (1801–1868), deutscher Musikverleger
- Georg Danner (Politiker) (vor 1928–nach 1933), deutscher Politiker, MdL Bayern (BVP)
- Georg Danner (Schachspieler) (1946–2021), österreichischer Schachspieler
- Gregor Danner (1861–1919), deutscher Ordensgeistlicher und Abt.
- Helmut Danner (* 1941), Philosoph, Pädagoge und Autor
- Jakob von Danner (1865–1942), deutscher Generalleutnant
- Joel Buchanan Danner (1804–1885), US-amerikanischer Politiker
- Josef Danner (1955–2020), österreichischer Künstler
- Karin Danner (* 1959), deutsche Fußballfunktionärin
- Karl Danner (um 1801–1873), deutscher Verwaltungsbeamter
- Leonhard Danner († 1585), deutscher Mechaniker
- Lothar Danner (1891–1960), deutscher Landespolitiker (Hamburg, SPD)
- Louise Danner (1815–1874), Ehefrau des dänischen Königs Friedrich VII.
- Mark Danner (* 1958), US-amerikanischer Schriftsteller und Journalist
- Max Danner (1930–1997), deutscher Unfallforscher
- Michael Danner (* 1951), deutscher Maler und Bildhauer
- Pat Danner (* 1934), US-amerikanische Politikerin
- Simon Danner (* 1986), deutscher Eishockeyspieler
- Therese Danner (1861–1934), deutsche Kunstmäzenin und Gründerin der Danner-Stiftung
- Volker Danner (1942–2005), deutscher Fußballtorhüter
- Walter Danner (1922–1992), deutscher Fußballspieler
- Wilfried Maria Danner (* 1956), deutscher Komponist
- Zeno Danner (* 1978), deutscher Beamter, Lokalpolitiker und Landrat